# Intershop Communications

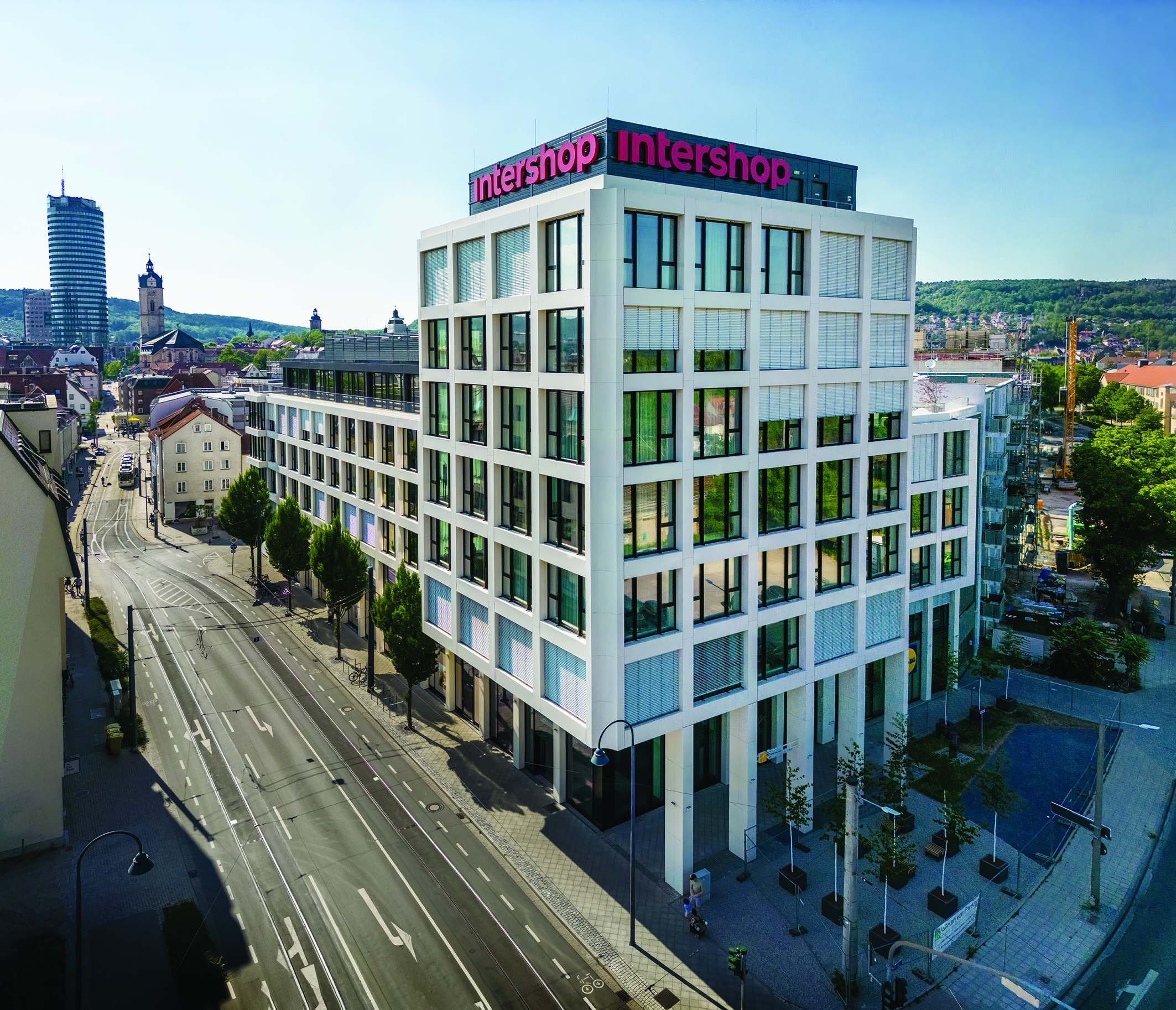
Im Januar 2021 zog Intershop in ein neues Gebäude am Steinweg in Jena

Die Intershop Communications AG ist ein international agierendes E-Commerce-Unternehmen, das Software und Dienstleistungen für Online-Shops und Omni-Channel-Retailing anbietet und im Prime Standard der Frankfurter Wertpapierbörse unter dem Kürzel ISHA gelistet ist. Der Hauptsitz von Intershop befindet sich in Jena, Thüringen. Darüber hinaus unterhält das Unternehmen Niederlassungen in Ilmenau, Frankfurt am Main, Stuttgart, Amsterdam, Paris, Stockholm, Chicago, San Francisco und Melbourne.
Intershop ist auf E-Commerce-Lösungen für B2B-Unternehmen spezialisiert. Das Flaggschiff-Produkt des Unternehmens, die Intershop Commerce Plattform, bietet einen erweiterbaren Baukasten mit Standardkomponenten zur Erstellung und Pflege von Onlineshops.
Intershop setzt auf künstliche Intelligenz (KI). Das Unternehmen hat verschiedene KI-Tools im Portfolio, die den Handel effizienter und effektiver gestalten sollen. Dazu gehören beispielsweise SPARQUE.AI, eine intelligente Product-Discovery-Lösung mit KI-gestützten Such- und Empfehlungsfunktionen, und Intershop Copilot, ein virtueller KI-Assistent für E-Commerce-Manager.

## Firmengeschichte
Das Unternehmen ging aus der Jenaer NetConsult Communications GmbH hervor, einem Handelsunternehmen für PCs, das 1992 von Stephan Schambach, Karsten Schneider und Wilfried Beeck gegründet wurde. Die Firma vertrieb PCs an die umliegenden Gemeinden sowie Anwendungen von NeXTStep.
Zur CeBIT im Frühjahr 1994 wurde die erste Version der Intershop-Software vorgestellt. Sie wurde benannt nach den Intershop-Läden der früheren DDR. Das Versandhaus Otto und Hewlett-Packard wurden als Partner gewonnen. Das erste elektronische Kaufhaus für Hardware ging online. 1995 ging die Software „Intershop“ online, das nach eigenen Angaben weltweit erste voll funktionierende E-Commerce-System. Ab 1996 expandierte Intershop und baute Niederlassungen in den USA und anderen Ländern auf.
Am 16. Juli 1998 erfolgte der Börsengang am Neuen Markt in Frankfurt mit einem Emissionskurs von umgerechnet 51,13 Euro. Zwei Jahre später, am 29. September 2000, wurde das Unternehmen erstmals an der NASDAQ in New York gelistet. Zu diesem Zeitpunkt – auf dem Höhepunkt der Dotcom-Blase – beschäftigte das Unternehmen über 1200 Mitarbeiter. Den Höchstkurs erreichte die Aktie am 13. März 2000 bei 2105,37 Euro. Damit war Intershop 11,3 Milliarden Euro wert, etwa so viel wie das Industrieunternehmen ThyssenKrupp. Die Notierung an der NASDAQ wurde am 17. Februar 2004 wieder eingestellt.